# 17518 Редквін
17518 Редквін (17518 Redqueen) — астероїд головного поясу, відкритий 18 грудня 1992 року.
Тіссеранів параметр щодо Юпітера — 3,339.